# Gabriele Krocher Tiedemann
Gabriele Krocher Tiedemann o Gabi Krocher Tiedemann, Gabi Tiedemann, alias "Nada" o "Nadia" (Ziegendorf, Mecklenburg, Alemania, 18 de mayo de 1951 - Alemania, 7 de octubre de 1995) fue una socióloga, anarquista militante del Movimiento 2 de Junio y posteriormente vinculada a la segunda generación del grupo terrorista "Fracción del Ejército Rojo" o Banda "Baader-Meinhof". Fue esposa del terrorista Norbert Krocher.

## Juventud e inicios
Gabi Krocher estudió bachillerato en el Bavink Gymnasium en Bielefeld. Posteriormente estudió y se graduó en Politología y Sociología en Berlín. En esos años se une a una comuna vinculada al movimiento Comunista de Berlín, donde se incorpora posteriormente al movimiento de resistencia y clandestinidad contra las Fuerzas Norteamericanas que ocupaban Alemania después de la Segunda Guerra Mundial.
En 1973 es arrestada luego de participar en un robo a un banco y un consecuente tiroteo contra la policía en Bochum, Alemania, donde hiriera gravemente a un funcionario policial. Fue juzgada y condenada a ocho años de prisión.

## En el camino del terrorismo
Mientras se encontraba en prisión, en 1975 es liberada junto a otros terroristas en intercambio por el secuestro del Dr. Peter Lorenz, Presidente de la Unión Democrática Cristiana en Berlín. El 3 de marzo de 1975, Krocher sale junto a otros miembros del Movimiento "2 de Junio", grupo anarquista alemán, cuando se trasladaban junto a Heinrich Albertz, hacia Yemen del Sur, donde posteriormente entrenan técnicas de terrorismo y guerrilla urbana. En este campamento es reclutada por el "Comando Boudia", organización creada para las operaciones externas del Frente Popular para la Liberación de Palestina (FPLP). 
Como integrante del Comando Boudia, el 21 de diciembre de 1975 participa junto a Ilich Ramírez Sánchez conocido como "Carlos El Chacal", Hans Joachim Klein y otros miembros de Baader-Meinhof en el asalto a la sede de la OPEP en Viena, donde desempeña la función de tercer comandante de la operación. En este secuestro, Gabi Krocher quién utilizó el seudónimo de "Nada" asesinó a sangre fría a un policía austríaco desarmado que cumplía funciones de portero del edificio y luego, de un disparo a la cabeza, a un guardaespaldas iraquí que forcejeó con ella e intentó capturarla. Varios testigos de la acción recordaban aún su frialdad y cinismo en un documental difundido por la cadena franco-alemana ARTE en septiembre de 2007. El grupo secuestró a varios ministros de las delegaciones petroleras, y escapó hacia Argel posteriormente.
Luego de esta operación, Krocher se dirigió nuevamente a Alemania para continuar la lucha al lado de su grupo.
En noviembre de 1977, Gabi dirigió un Comando del "Movimiento 2 de Junio" que secuestró al empresario Walter Palmers, un millonario de la industria textil austríaca, donde lograron obtener la suma de dos millones de dólares por su libertad.
El 20 de diciembre de 1977 es detenida junto a Christian Möller en Delémont, Suiza cuando intentaban cruzar la frontera hacia Francia, con un vehículo cargado de armas y explosivos. Al ser arrestada disparó contra la policía suiza hiriendo a dos funcionarios aduaneros. Fue procesada y condenada a 15 años de prisión en diferentes cárceles suizas.

## Captura, apresamiento y muerte
El 18 de diciembre de 1987, después de haber cumplido dos tercios de la pena, fue deportada a la República Federal de Alemania para terminar de cumplir la pena y para averiguar detalles sobre su participación en el secuestro de los Representantes de la OPEP en Viena, en diciembre de 1975 siendo señalada por Carlos El Chacal como autora de la mayoría de los ataques en la sede del edificio. En el juicio seguido en la Corte de Colonia, todos los testigos se negaron a declarar contra Gabi Krocher por temor a represalias, por lo cual fue absuelta el 22 de mayo de 1990, luego de una carta pública de Ilich Ramírez Sánchez amenazando a los testigos.[cita requerida]
Finalmente Gabi Krocher, fue liberada de prisión en 1991, mismo año que solicitó su divorcio de Norbert Krocher y manifestó estar deslindada del terrorismo,  aunque siguió padeciendo de un delicado estado de salud y fue operada en cinco oportunidades el año 1992. Krocher falleció de cáncer el 7 de octubre de 1995, a la edad de 44 años. La mayor parte de su correspondencia y escritos personales conforman un expediente de cerca de dos metros de alto disponible en la Sede de los Archivos Sociales de Alemania, bajo el nombre de "Papeles Gaby Tiedemann".
Siempre se pensó erróneamente que Gabrielle Krocher era la mujer presente en el secuestro de Entebbe, Uganda, la cual resultó muerta por comandos del Mossad durante el rescate denominado "Operación Trueno" u Operación Entebbe. Sin embargo Gabi Krocher no participó en dicha operación, sino que fue la terrorista Brigitte Kuhlmann, muerta en dicha acción.
En la superproducción "Carlos", de la televisión francesa, es interpretada por la actriz alemana Julia Hummer.